# Dompierre (Oise)
Dompierre (Nederlands: Sint-Pieters) is een gemeente in het Franse departement Oise (regio Hauts-de-France) en telt 232 inwoners (2005). De plaats maakt deel uit van het arrondissement Clermont.

## Geografie
De oppervlakte van Dompierre bedraagt 2,7 km², de bevolkingsdichtheid is 85,9 inwoners per km².
De onderstaande kaart toont de ligging van Dompierre (Oise) met de belangrijkste infrastructuur en aangrenzende gemeenten.

## Demografie
Onderstaande figuur toont het verloop van het inwonertal (bron: INSEE-tellingen).